# ティル (オーブ県)
ティル（仏: Thil）は、フランスのグラン・テスト地域圏、オーブ県に属するコミューン。

## 地理
県都トロアから東に50kmほどいった、県東端の田園地帯に位置する。褐色屋根の家々が道沿いに密集して立ち並ぶ。北でトレミリーと、北東でニュリーと、南東でブールヴィルと、南西でヴィル＝シュル＝テールとそれぞれ接する（トレミリーとニュリーはオート＝マルヌ県）。最寄り駅は14kmほどいったバール＝シュル＝オーブ駅、最寄の空港は65kmほど離れたヴァトリー空港。

## 行政
- 首長 - クロード・ペラール（Claude Perrard）

議会の定数は首長も含め11。

## 人口の推移[1]
| 1962年 | 1968年 | 1975年 | 1982年 | 1990年 | 1999年 | 2006年 | 2007年 |
| ------ | ------ | ------ | ------ | ------ | ------ | ------ | ------ |
| 185    | 195    | 161    | 157    | 120    | 138    | 151    | 159    |